# Leptosynapta naiga
Leptosynapta naiga is een zeekomkommer uit de familie Synaptidae.
De wetenschappelijke naam van de soort werd in 1989 gepubliceerd door A.S. Thandar & Francis Rowe.